# Rio Nied
O rio Nied é um rio da Lorena (França) e Saarland (Alemanha), afluente do rio Saar (ou Sarre) pela sua margem esquerda. Forma-se quando dois rios convergem, o Nied alemão e o Nied francês, em Condé-Northen.
O "Nied francês" é o maior dos dois, com 59 km, nascendo perto de Morhange e banhando Pange. O "Nied alemão" tem 57 km e nasce em Seingbouse, a leste de Saint-Avold, banhando Faulquemont.
O Nied já a jusante desta união tem 55 km de comprimento, dos quais 16 km na Alemanha. Banha Bouzonville e junta-se ao Saar em Rehlingen-Siersburg.